# Vivian Heisen
Vivian Heisen (Wiefelstede, 27 december 1993) is een tennisspeelster uit Duitsland. Heisens favoriete ondergrond is hardcourt. Zij speelt rechtshandig en heeft een tweehandige backhand. Zij is actief in het internationale tennis sinds 2010.

## Loopbaan
Heisen debuteerde in 2010 op het ITF-toernooi van Braunschweig (Duitsland).
In oktober 2015 won Heisen haar eerste proftoernooi op het ITF-circuit in het Bulgaarse Sozopol. In het dubbelspel versloeg zij samen met Julia Terziyska het Tsjechische koppel Lenka Kunčíková en Karolína Stuchlá. Een dag later versloeg zij in de finale van het enkelspel haar dubbelspelpartner Julia Terziyska.
In 2020 had Heisen haar grandslamdebuut op het dubbelspel van Roland Garros, met de Britse Emily Webley-Smith aan haar zijde.
In oktober 2021 haakte zij nipt aan bij de top 100 van het dubbelspel.

## Posities op deWTA-ranglijst
Positie per einde seizoen:
| jaar | rang enkelspel | rang dubbelspel |
| ---- | -------------- | --------------- |
| 2011 | –              | 992             |
| 2012 | 965            | 1109            |
| 2013 | 721            | 949             |
| 2014 | 1244           | –               |
| 2015 | 594            | 638             |
| 2016 | 503            | 456             |
| 2017 | 338            | 293             |
| 2018 | 558            | 405             |
| 2019 | 444            | 153             |
| 2020 | 431            | 184             |
| 2021 | 582            | 100             |
| 2022 | 983            | 79              |

## Palmares
| Legenda                 |
| ----------------------- |
| Grandslamtoernooi       |
| Olympische Spelen       |
| Year-End Championships  |
| Premier Mandatory       |
| Premier Five / WTA 1000 |
| Premier / WTA 500       |
| International / WTA 250 |
| Challenger / WTA 125    |

### WTA-finaleplaatsen enkelspel
geen

### WTA-finaleplaatsen vrouwendubbelspel
| nr.              | finale     | toernooi     | ondergrond | partner        | tegenstandsters                     | score            |         |
| ---------------- | ---------- | ------------ | ---------- | -------------- | ----------------------------------- | ---------------- | ------- |
| gewonnen finales |            |              |            |                |                                     |                  |         |
| 1.               | 2023-05-21 | WTA Florence | gravel     | Ingrid Neel    | Asia Muhammad Giuliana Olmos        | 1-6, 6-2, [10-8] | details |
| verloren finales |            |              |            |                |                                     |                  |         |
| 1.               | 2022-01-15 | WTA Sydney   | hardcourt  | Panna Udvardy  | Anna Danilina Beatriz Haddad Maia   | 6-4, 5-7, [8-10] | details |
| 2.               | 2022-04-02 | WTA Marbella | gravel     | Katarzyna Kawa | Irina Maria Bara Ekaterine Gorgodze | 4-6, 6-3, [6-10] | details |

## Resultaten grandslamtoernooien
| Legenda | Legenda                          |
| ------- | -------------------------------- |
| g.t.    | geen toernooi gehouden           |
| l.c.    | lagere categorie                 |
| –       | niet deelgenomen                 |
| G       | uitgeschakeld in de groepsfase   |
| 1R      | uitgeschakeld in de eerste ronde |
| 2R      | uitgeschakeld in de tweede ronde |
| 3R      | uitgeschakeld in de derde ronde  |
| 4R      | uitgeschakeld in de vierde ronde |
| KF      | uitgeschakeld in de kwartfinale  |
| HF      | uitgeschakeld in de halve finale |
| F       | de finale verloren               |
| W       | het toernooi gewonnen            |
| w-v     | winst/verlies-balans             |

### Enkelspel
geen deelname

### Vrouwendubbelspel
| toernooi        | 2020 | 2021 |
| --------------- | ---- | ---- |
| Australian Open | –    | –    |
| Roland Garros   | 1R   | 2R   |
| Wimbledon       | g.t. | 1R   |
| US Open         | –    | –    |